# 8 Pułk Piechoty Honwedu
8 Pułk Piechoty Honwedu (HonvIR 8, HIR.8) – pułk piechoty królewsko-węgierskiej Obrony Krajowej.  
Pułk został utworzony w 1886 roku. Okręg uzupełnień – Lugoj (węg. Lugos).
Kolory pułkowe: szary (niem. schiefergrau), guziki złote. Skład narodowościowy w 1914 roku 78% – Chorwatów, Serbów. 
Komenda pułku oraz I i II batalion w Lugoj, natomiast III batalion w Orszawie.
W 1914 roku wszystkie bataliony walczyły na froncie bałkańskim. Bataliony wchodziły w skład 23 Brygady Piechoty Honwedu należącej do 46 Dywizji Piechoty Honwedu, a ta z kolei do IX Korpusu 6 Armii.

## Dowódcy pułku
- płk Julius Letay von Nyirjes (1914[3])